# برت شروئر

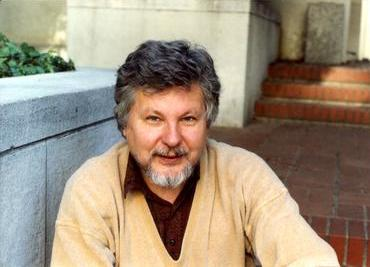
برت شروئر

برت شروئر (به انگلیسی: Bert Schroer) (متولد ۱۰ نوامبر ۱۹۳۳ در گلزنکرخن، آلمان) فیزیکدان ریاضی‌دان آلمانی، اکنون استاد مدعو در ریودوژانیرو و استاد بازنشسته در برلین است که به دلیل کارش در زمینه نظریه میدان کوانتومی جبری، گروه‌های بافته، زیر ذرات و سایر مسائل مربوط به نظریه میدان کوانتومی شهرت دارد.

## زندگی‌نامه
او از سال ۱۹۵۳ تا ۱۹۵۸ در دانشگاه هامبورگ در رشته فیزیک تحصیل کرد و در سال ۱۹۶۳ دکترای خود را در آنجا با موضوع «نظریه زیر ذرات» دریافت کرد. از سال ۱۹۵۹ تا ۱۹۶۱ او در دانشگاه ایلینویز و ۱۹۶۳–۱۹۷۴ در مؤسسه مطالعات پیشرفته پرینستون به عنوان همکار پژوهشی مشغول به کار بود. او سپس دانشیار دانشگاه پیتسبورگ (۱۹۶۴–۱۹۷۰) و استاد تمام در دانشگاه آزاد برلین (۱۹۷۰–۱۹۹۹) بود. وی در USP، سائوپائولو، برزیل (۱۹۷۱/۷۲)، در CERN، ژنو، سوئیس (۱۹۷۶/۷۷)، و در دانشگاه کاتولیک پاپی (PUC) در ریودوژانیرو، برزیل (۱۹۷۹/۸۰) سمت مطالعاتی داشت. علاوه بر این، او استاد مدعو در CERN (1985/1986) در رشته ریاضیات بود. بخش UC برکلی (۱۹۹۲). از سال ۱۹۹۹ او استاد ممتاز مؤسسه فیزیک نظری در دانشگاه فری برلین و استاد مدعو در مرکز برازیلیرو د پسکوئیزاس فیسیکا (CBPF)، ریودوژانیرو، برزیل است.